# Игорь Ольгович
И́горь О́льгович (в крещении — Георгий; в иночестве — Гавриил; в схиме — Игнатий; ? — 9 (по другим сведениям, 19) сентября 1147) — сын Олега Святославича, князя черниговского. Святой Русской православной церкви; память: 5 (18) июня (перенесение мощей) и 19 сентября (2 октября). Представитель династии Ольговичей — ветви Рюриковичей, происходящей от Олега Святославича. Князь Новгород-Северский (1139—1146), великий князь Киевский (1146).

## В правление брата
Когда старший брат Игоря Всеволод Ольгович захватил Киев (1139), он отдал Чернигов Давыдовичам, что вызвало возмущение Игоря и Святослава, и тогда они попытались выгнать Андрея Владимировича из Переяславля, но безуспешно.
Во время похода на Галич (1144) Всеволода и Игоря с союзниками местный князь Владимир Володаревич, чтобы избежать поражения, вступил в тайные переговоры с Игорем и обещал тому способствовать его утверждению в Киеве после смерти брата. При этом Изяслав Мстиславич был союзником Всеволода, а его принципиальный противник Юрий Долгорукий — союзником Владимира.

## Борьба за Киев
Перед своей смертью старший брат Игоря Всеволод Ольгович созвал киевлян в Вышгород и объявил младшего брата Игоря своим наследником. 1 августа 1146 года Всеволод умер. Неприязнь к Всеволоду, по всей видимости, послужила для возбуждения ненависти к его брату Игорю и всем Ольговичам.
Игорь, по завещанию покойного брата, вступил на великокняжеский престол, и киевляне на Угорском целовали ему крест (присягнули на верность). Новый князь обещал сменить тиунов — управителей дружины Всеволода, согласовывать с киевлянами назначение новых тиунов, а самих киевлян «имети в правде и любити». Но вскоре из-за нежелания Игоря сместить тиунов в городе началось недовольство. Киевляне тайно предложили престол переяславскому князю Изяславу Мстиславичу (внуку Владимира Мономаха и правнуку младшего Ярославича — Всеволода).
Под Киевом у Надова озера произошла битва между войсками князя Игоря и Изяслава Мстиславича, и киевские войска в разгар сражения перешли на сторону Изяслава. «И розъграбиша кияне с Изяславом дружины Игоревы и Всеволожи: и села, и скоты, взяша именья много в домех и в монастырех». Четыре дня Игорь Ольгович скрывался в болотах около Киева, прежде чем был взят в плен 13 августа 1146 года; был привезён в Киев и посажен в «поруб» (холодный бревенчатый сруб, без окон и дверей). Его княжение продолжалось две недели. В порубе князь тяжело заболел и был близок к смерти. В этих условиях противники князя разрешили «вырубить» его из заточения и согласно его воле постричь в схиму в Киевском Феодоровском монастыре (постриг совершил Переяславский епископ Евфимий). Но князь выздоровел, оставшись иноком монастыря.

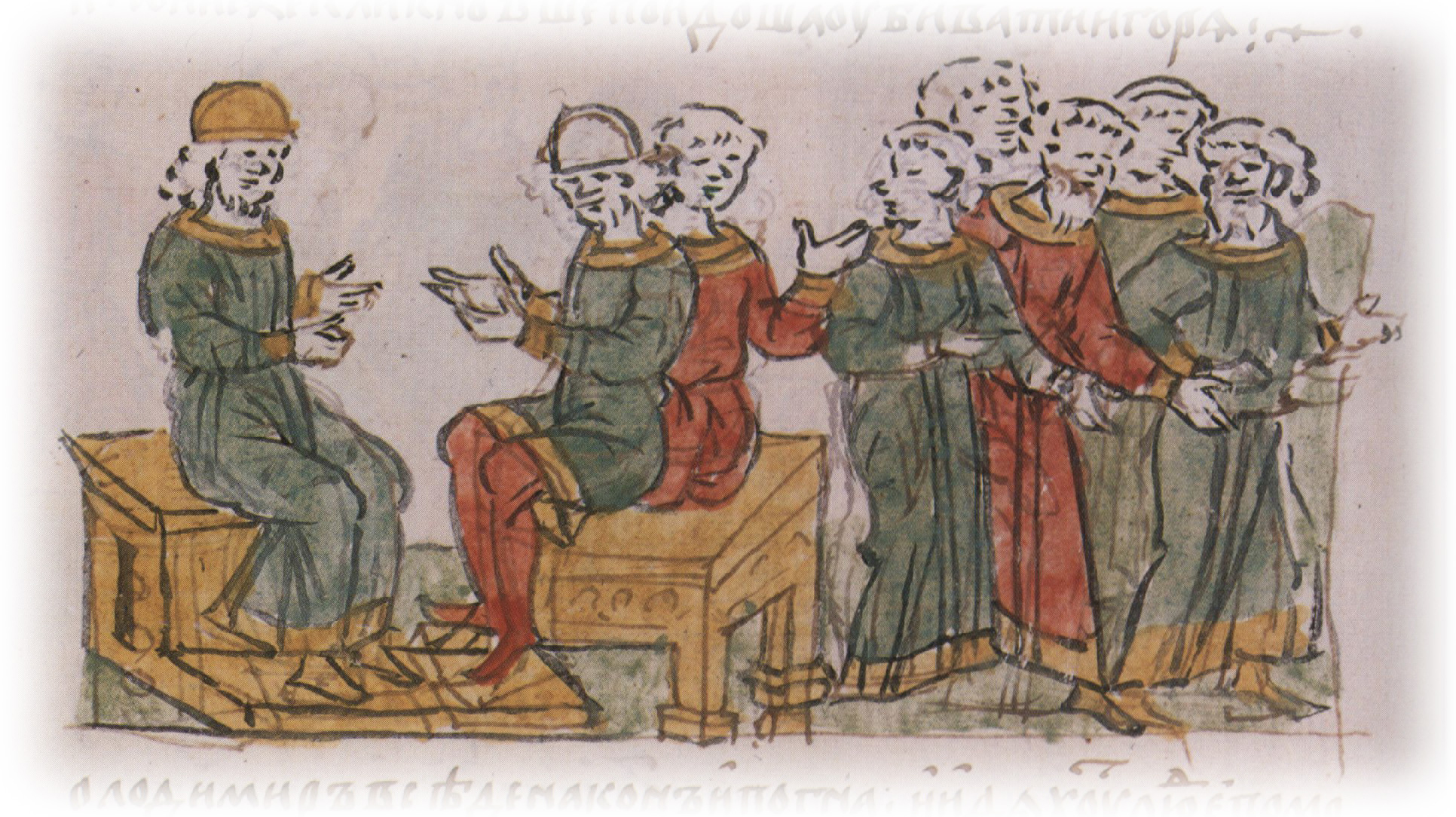
Переговоры Владимира Мстиславича с киевскими жителями о судьбе Игоря; уход мятежных киевлян на расправу с Игорем

В 1147 году князь Изяслав с митрополитом и тысяцким созвал киевлян на вече к святой Софии. Киевское вече, желая отомстить роду Ольговичей в связи с раскрывшимися планами захватить или убить Изяслава, решило расправиться с князем-иноком. Митрополит и духовенство, особенно брат великого князя — Владимир Мстиславич — старались остановить бессмысленное кровопролитие. Восставшие ворвались в храм во время литургии, схватили молившегося пред иконой Божией Матери (впоследствии — «Игоревский» образ; празднование — 5 июня) Игоря и повлекли его на расправу. Владимиру Мстиславичу удалось отбить Игоря у разъярённой совершенно неуправляемой толпы и довести до двора своей матери, но киевляне выломали ворота, вырвали Игоря из рук защитников, убили, а его обнажённое тело, привязав к ноге верёвку, выволокли и бросили на Бабином торжке. Даже мёртвое тело князя подвергли избиению и поруганию. На другое утро князь был погребён в монастыре святого Симеона на окраине Киева, родовом монастыре черниговских князей.
Л. В. Черепнин видел в расправе над Игорем борьбу горожан против складывающейся вотчинной системы наследования столов — киевляне не хотели быть «аки задничи» (принадлежащими заднице — наследству) у Ольговичей.

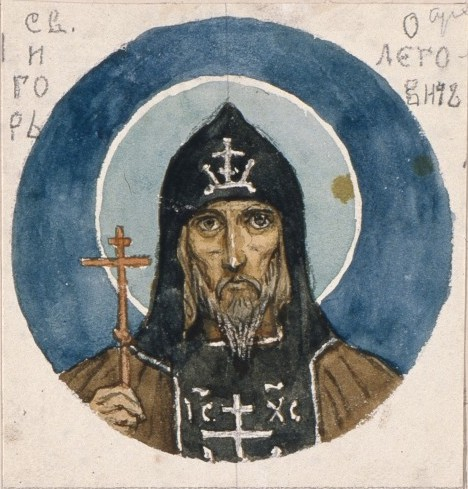
Святой князь Игорь II. Эскиз росписи Владимирского собора в Киеве кисти Васнецова

С точки зрения Б. А. Рыбакова, убийство князя Игоря, помимо общей нелюбви широких слоёв населения Киева к Ольговичам, было связано также с тем, что даже в куколе схимника он представлял реальную опасность для нового великого князя Изяслава Мстиславича. Так, спустя полвека племянник Изяслава Мстиславича — Рюрик Ростиславич был пострижен в монахи своим зятем Романом Мстиславичем (внуком Изяслава), но при повороте судьбы расстригся и снова стал князем. Игорь же прошёл все коронационные формальности и даже заключил «ряд» (договор) с киевлянами; была у князя и своя великокняжеская печать, на одной стороне которой был изображён святой Георгий, патрон Игоря, а на другой — святая София, покровительница Киева.
По мнению В. Я. Петрухина, киевляне предпочли одну ветвь княжеского рода — «володимерово племя», потомков Владимира Мономаха и Всеволода Ярославича — другой, черниговским Ольговичам. Поводом поддержать Изяслава против Игоря для киевлян послужило нарушение Игорем «поряда» с киевлянами, нежелание сместить старых тиунов. После вокняжения Изяслава князь и киевляне подозревали Игоря в сговоре с другими Ольговичами с целью возвращения на княжеский стол. Киевляне для оправдания своих деяний обращаются к предшествующему прецеденту — Киевскому восстанию 1068 года. Себя они считают поборниками законной княжеской власти, поскольку расправляются с Игорем как с врагом Изяслава Мстиславича, в отличие от восставших в 1068 году «злых людей», которые, напротив, освободили и возвели на престол противника законного князя, отчего «много зла бысть граду». Игоря живым дотащили до княжьего двора и убили там, что имитировало княжий суд. Гибель Игоря Ольговича учёный сравнивает с гибелью двумя столетиями раньше его тёзки и предка — Игоря Старого (Игоря Рюриковича), тоже нарушившего «ряд».
По летописи, князь Игорь был муж храбрый и великий охотник к ловле птиц и зверей, был читатель книг и в книгах церковных учён; роста он был среднего, сухощав, лицом смугл, сверх обычая носил длинные волосы и небольшую узкую бороду.
Жена Игоря неизвестна, детей князь после себя не оставил.

### Альтернативные мнения
И. Я. Фроянов считает, что «убийство Игоря произошло не на социальной почве, хотя привкус социальности в нем есть несомненный. Нельзя… относиться к нему и как к политическому убийству». Оно носило магический ритуализованный характер, соответствующий языческому сознанию. Убить Игоря и покончить с Ольговичами – одно и то же. Убийство Игоря имело «магический знак пресечения каких бы то ни было попыток Ольговичей сесть на киевском столе…».

## Мощи

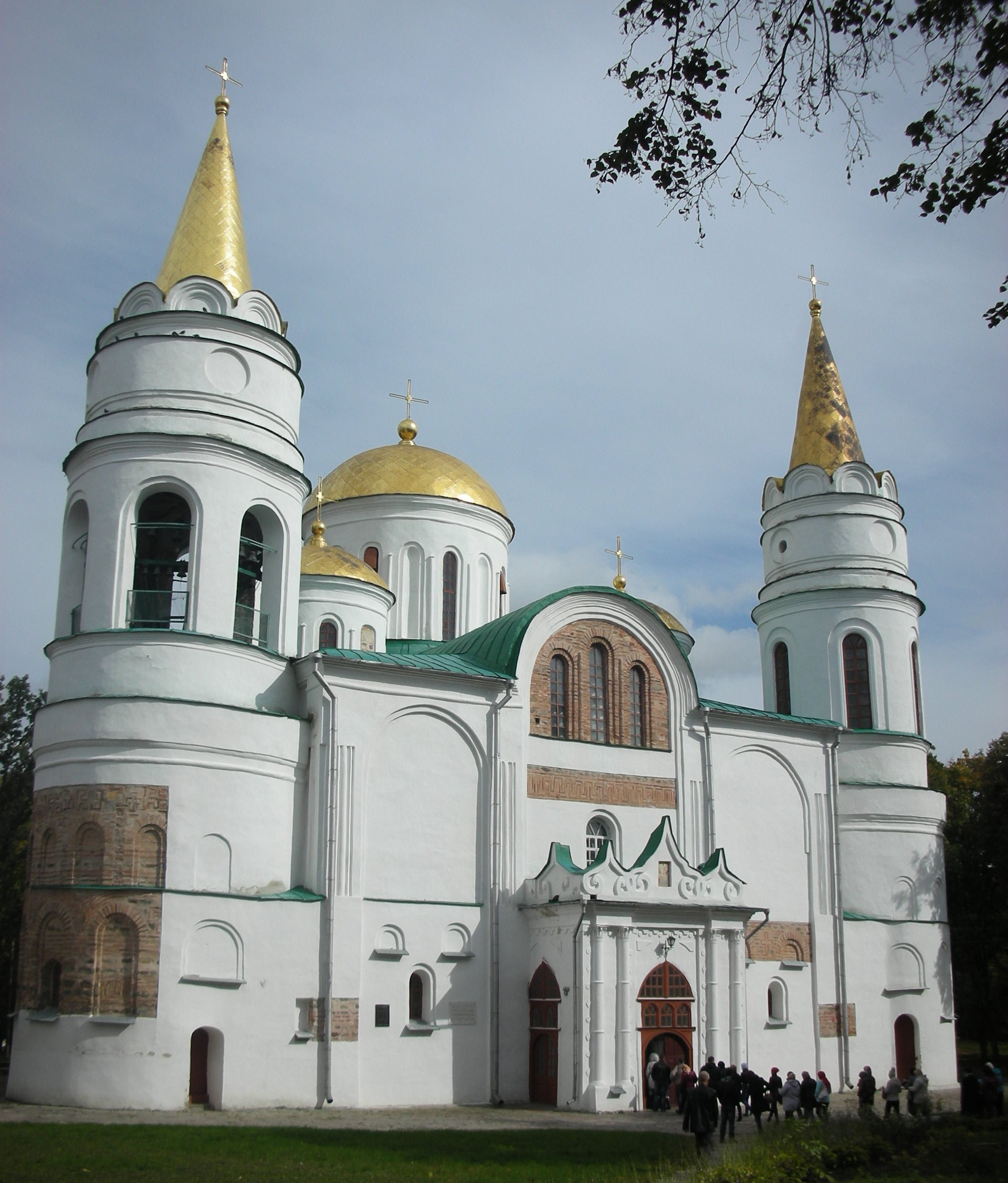
Спасо-Преображенский собор в Чернигове, в котором покоятся мощи святого Игоря

В 1150 году князь Новгород-Северский Святослав Ольгович перенёс мощи своего брата в Чернигов и положил в Спасо-Преображенском соборе.
Во время монголо-татарского нашествия на Русь (1237—1240 гг.) мощи князя Игоря вместе с ракой во избежание их поругания были спрятаны черниговцами под фундамент собора, где пребывают и поныне. Все попытки поднять раку с мощами наверх не принесли желаемого результата в связи с опасностью обрушения несущей стены собора. Рака с мощами святого Игоря находится под спудом, вероятно, возле северной стены.

## Предки
|  |                               |  |  |  |  |  |  |  |  |  |  |  |  |  |  |  |
|  | Владимир Святославич          |  |  |  |  |  |  |  |  |  |  |  |  |  |  |  |
|  |                               |  |  |  |  |  |  |  |  |  |  |  |  |  |  |  |
|  |                               |  |  |  |  |  |  |  |  |  |  |  |  |  |  |  |
|  | Ярослав Владимирович Мудрый   |  |  |  |  |  |  |  |  |  |  |  |  |  |  |  |
|  |                               |  |  |  |  |  |  |  |  |  |  |  |  |  |  |  |
|  |                               |  |  |  |  |  |  |  |  |  |  |  |  |  |  |  |
|  | Рогнеда Рогволодовна          |  |  |  |  |  |  |  |  |  |  |  |  |  |  |  |
|  |                               |  |  |  |  |  |  |  |  |  |  |  |  |  |  |  |
|  |                               |  |  |  |  |  |  |  |  |  |  |  |  |  |  |  |
|  | Святослав Ярославич           |  |  |  |  |  |  |  |  |  |  |  |  |  |  |  |
|  |                               |  |  |  |  |  |  |  |  |  |  |  |  |  |  |  |
|  |                               |  |  |  |  |  |  |  |  |  |  |  |  |  |  |  |
|  | Олаф (король Швеции)          |  |  |  |  |  |  |  |  |  |  |  |  |  |  |  |
|  |                               |  |  |  |  |  |  |  |  |  |  |  |  |  |  |  |
|  |                               |  |  |  |  |  |  |  |  |  |  |  |  |  |  |  |
|  | Ингигерда, принцесса шведская |  |  |  |  |  |  |  |  |  |  |  |  |  |  |  |
|  |                               |  |  |  |  |  |  |  |  |  |  |  |  |  |  |  |
|  |                               |  |  |  |  |  |  |  |  |  |  |  |  |  |  |  |
|  | Эстрид Ободритская            |  |  |  |  |  |  |  |  |  |  |  |  |  |  |  |
|  |                               |  |  |  |  |  |  |  |  |  |  |  |  |  |  |  |
|  |                               |  |  |  |  |  |  |  |  |  |  |  |  |  |  |  |
|  | Олег Святославич              |  |  |  |  |  |  |  |  |  |  |  |  |  |  |  |
|  |                               |  |  |  |  |  |  |  |  |  |  |  |  |  |  |  |
|  |                               |  |  |  |  |  |  |  |  |  |  |  |  |  |  |  |
|  | Килликия                      |  |  |  |  |  |  |  |  |  |  |  |  |  |  |  |
|  |                               |  |  |  |  |  |  |  |  |  |  |  |  |  |  |  |
|  |                               |  |  |  |  |  |  |  |  |  |  |  |  |  |  |  |
|  | Игорь Ольгович Черниговский   |  |  |  |  |  |  |  |  |  |  |  |  |  |  |  |
|  |                               |  |  |  |  |  |  |  |  |  |  |  |  |  |  |  |
|  |                               |  |  |  |  |  |  |  |  |  |  |  |  |  |  |  |

## Память и почитание

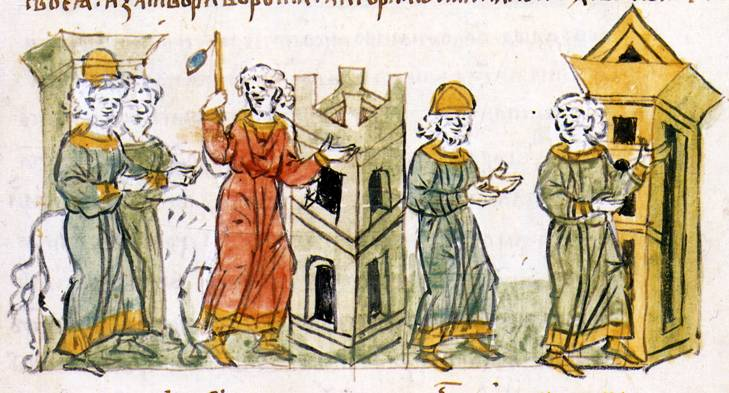
Убийство Игоря Ольговича. Радзивилловская летопись

История в христианском государстве обретала провиденциальный смысл, а государственная власть — сакральную санкцию, поэтому летописцы относились к убийству Игоря Ольговича иначе в сравнении с его языческим тёзкой Игорем Рюриковичем. Деяния киевлян, несмотря на их «оправдательные» отсылки к прецеденту 1068 года, объявляются «беззаконными». Толпа расправилась с князем-монахом без видимой опоры на правовые нормы. Более того, толпа, по летописи, «рүгающесѧ цр҃ьскомо и сщ̑еномү тѣлоу» («надругалась над царским и священным телом»). Игорь уподоблялся «святым правоверным царям».
Именем святого Игоря был назван его родной племянник — князь новгород-северский и черниговский Игорь Святославич, будущий герой памятника литературы Древней Руси «Слово о полку Игореве», который, как и его святой дядя, был похоронен в Спасо-Преображенском соборе города Чернигова.
Князь Игорь был канонизирован в родном Чернигове и почитается православии в лике благоверного, а также страстотерпца.
Дни памяти Игоря Ольговича:
- 19 сентября (2 октября) — день мученической кончины святого благоверного великого князя Игоря Черниговского и Киевского (1147 г.)
- 5 (18) июня — перенесение мощей святого благоверного великого князя Игоря Черниговского и Киевского (1150 г.). Игоревской иконы Божией Матери (1147 г.)[20]
- 22 сентября (5 октября) — в соборе Тульских святых (с 1987 года)[21].

Князь Игорь почитается также в католицизме — он занесён в католические святцы как святой Игорь II.

## Игоревская икона Божией Матери

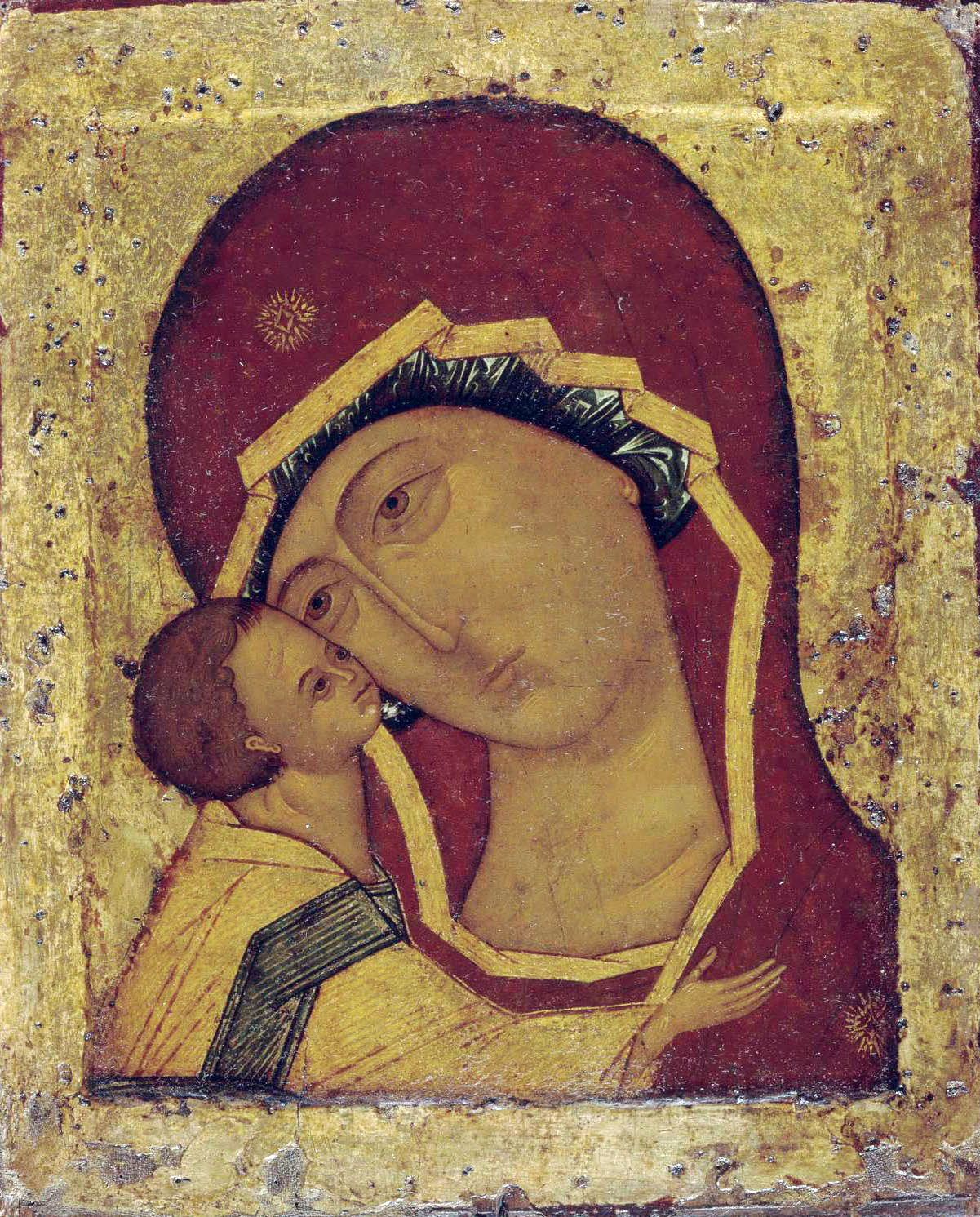
Игоревская икона Божией Матери. Государственная Третьяковская Галерея.

Игоревская икона Божией Матери, перед которой молился в последние минуты своей жизни святой страстотерпец великий князь Черниговский и Киевский Игорь Ольгович 19 сентября 1147 года, была помещена в приделе святого Иоанна Богослова в Успенском соборе Киево-Печерской лавры. Икона эта древнего греческого письма с надписью о принадлежности святому Игорю.
Самые ранние из известных списков иконы — две иконы 2-й половины XVI века (обе в Государственной Третьяковской галерее: одна происходит из собрания Павла Третьякова, другая поступила из Государственного исторического музея). Обе выполнены в Москве, возможно, во времена митрополита Макария (1542—1563), когда в его мастерских создавались повторения древних чтимых икон с точным соблюдением их иконографии и размеров.

## Гимнография
Тропарь, глас 4:
Наста днесь всечестная память страстотерпца благоверного князя Игоря, созывающая люди в пречестный храм Спасов, идеже радостно сошедшася благочестивых множество молитвенно празднуют святую память твою, и с верою взывают ти: молися, святе, стране Российстей, граду Чернигову и всем православным христианом в мире и благоденствии спастися.
Другой тропарь, глас 4:
Просветився Божественным крещением, Духа Святаго светлостьми озаряем, Евангелие Христово в сердце твое восприял еси, делом слово Сына Божия исполняя, благоверный княже Игоре, моли всеблагаго Спасителя нашего даровати нам мир, и милость, и спасение душ наших, чтущих честную память твою.
Кондак, глас 6:
Изменил еси земнаго княжения славу во иночества образ смиренный, и страдальчески земное житие скончав, ныне на небесех радуешися, усердне моляся о чтущих тя, Игоре, страдальцев похвало.
Другой кондак, глас 8:
Княжескую диадему обагрил еси кровию твоею, богомудре страстотерпче Игоре, за скиптр крест в руку приим, явился еси победоносец и жертву непорочну Владыце принесл еси себе. Яко бо агнец незлобив от раб убиен был еси, и ныне радуяся предстоиши Святей Троице, молися спастися душам нашим.
Величание:
Величаем тя, страстотерпче святый княже Игоре, и чтем святую память твою, ты бо молиши о нас Христа Бога нашего.

## Церкви в честь святого

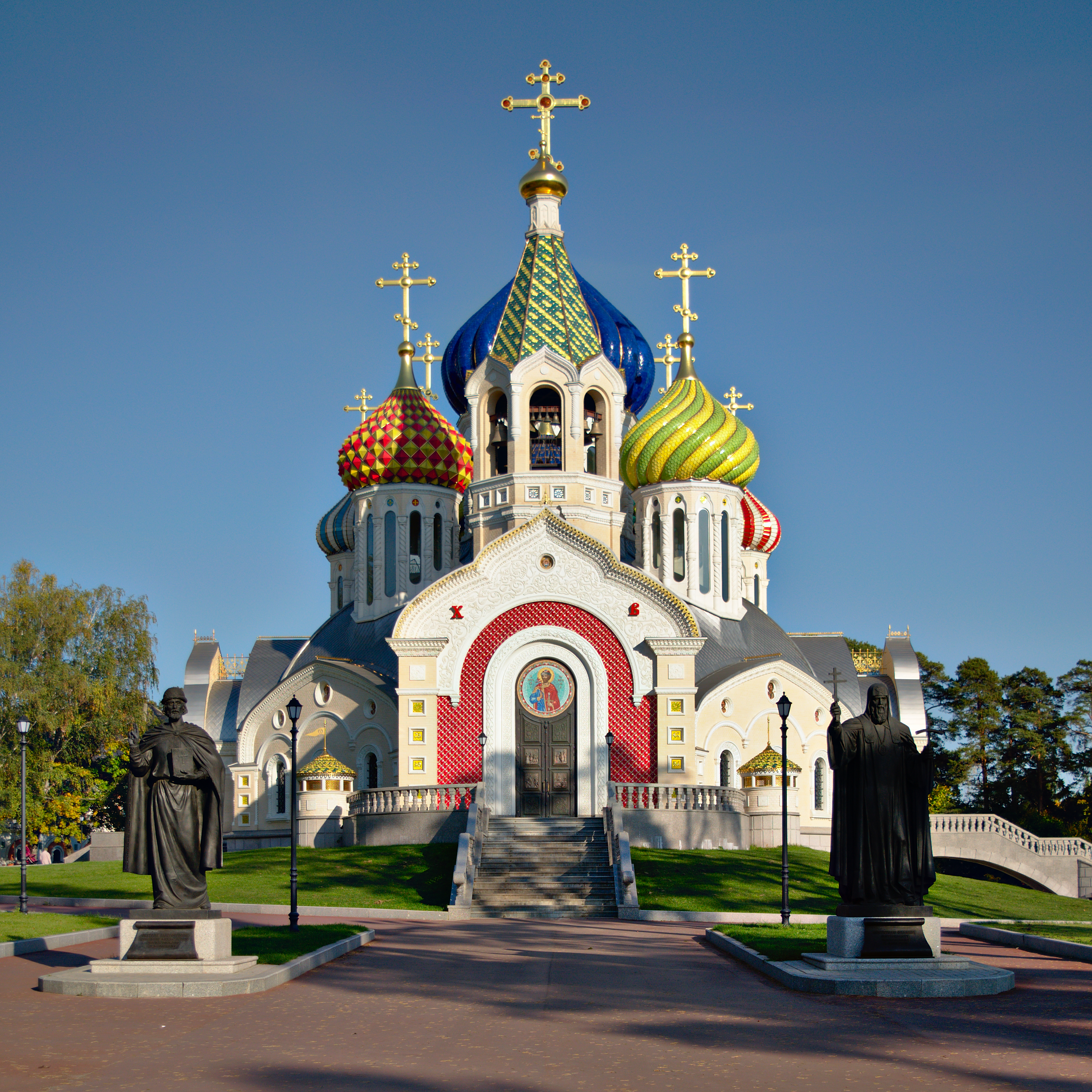
Церковь Святого Игоря Черниговского (Ново-Переделкино), памятник князю Игорю Черниговскому и святителю Филиппу

- Церковь Святого Игоря Черниговского (Ново-Переделкино)
- Церковь-часовня Благоверного Князя Игоря Черниговского (Пушкин)
- Храм Святого Благоверного Князя Игоря Черниговского (Владивосток)[26]
- Храм Святого Благоверного Князя Игоря Черниговского (Киев)[27]
- Храм Святого Благоверного Князя Игоря Черниговского (Одесса)[28]
- Храм Святого Благоверного Князя Игоря Черниговского (Днепродзержинск)[29]
- Храм Святого Князя Игоря Черниговского (Нижний Новгород)[30]